# گورشه
گورشه (به لاتین: Gorysze) یک روستا در لهستان است که در گمینا چیخانوو واقع شده‌است.